# ناأوكي هوماتشي
ناأُوكي هوماتشي (باليابانية: 本街 直樹) (31 يوليو 1968 في هيوغو في اليابان – )؛ هو لاعب كرة قدم ياباني سابق كان يلعب كمدافع.

## وصلات خارجية
- ناأوكي هوماتشي على موقع رابطة كرة القدم اليابانية للمحترفين (اليابانية)